# Onocerina
L'onocerina è un triterpene contenuto nella radice della pianta Ononis spinosa e nel Lycopodium clavatum.
È stato accertato che la forma alfa di questo triterpene, isolata nel L. clavatum, ha una marcata azione inibitoria della colinesterasi.